# Williston (North Dakota)
Williston ist eine City und gleichzeitig Verwaltungssitz (County Seat) des Williams County im US-amerikanischen Bundesstaat North Dakota.

## Geographie
In einer Entfernung von rund 260 Kilometern befindet sich die Hauptstadt des Bundesstaates Bismarck in südöstlicher Richtung. Der Lake Sakakawea beginnt 10 Kilometer im Südosten, der Zusammenfluss von Yellowstone River und Missouri River liegt 35 Kilometer westlich. Die Verbindungsstraßen U.S. Highway 2 und U.S. Highway 85 kreuzen sich in der Stadt. 30 Kilometer westlich beginnt der US-Bundesstaat Montana, 80 Kilometer nördlich die kanadische Provinz Saskatchewan.

## Geschichte
Die Stadt wurde 1887 gegründet und erhielt ihren Namen nach Daniel Willis James, der Aufsichtsrat der Northern Pacific Railway war.
Einige Gebäude von Williston wurden in das National Register of Historic Places aufgenommen, namentlich das historische Zeughaus, das historische Postgebäude und die James Memorial Bibliothek.

## Galerie

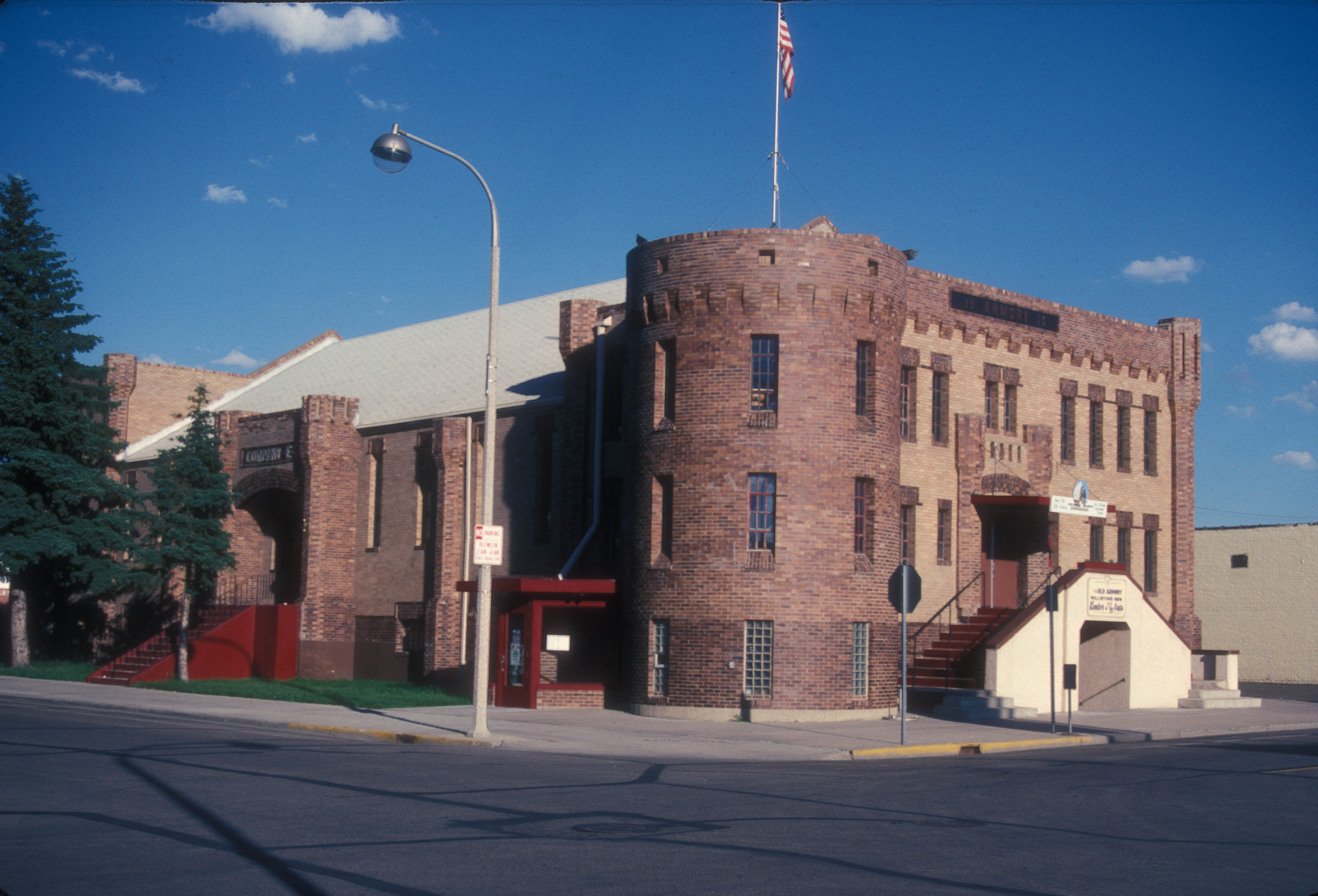
Historisches Zeughaus
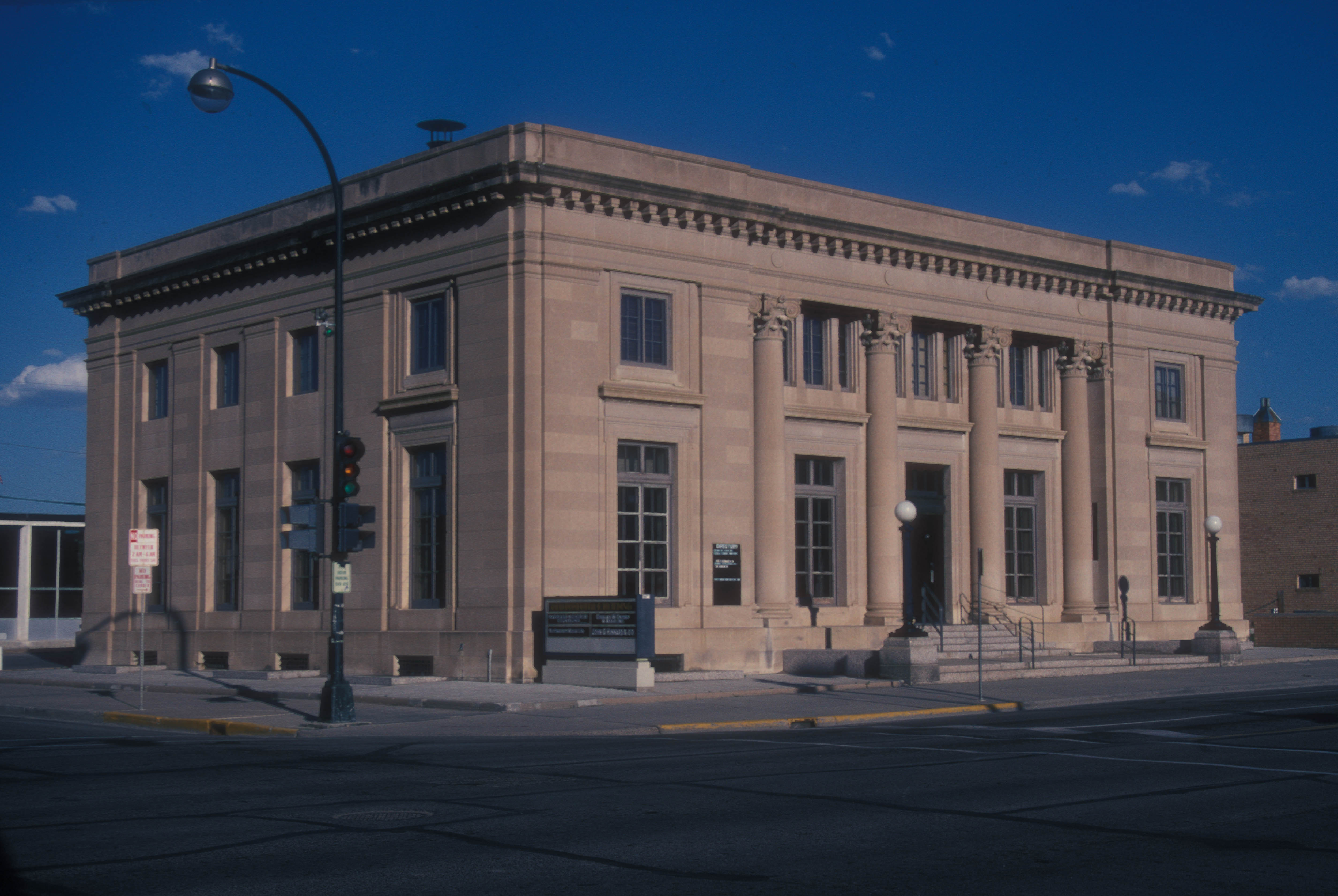
Historisches Postgebäude
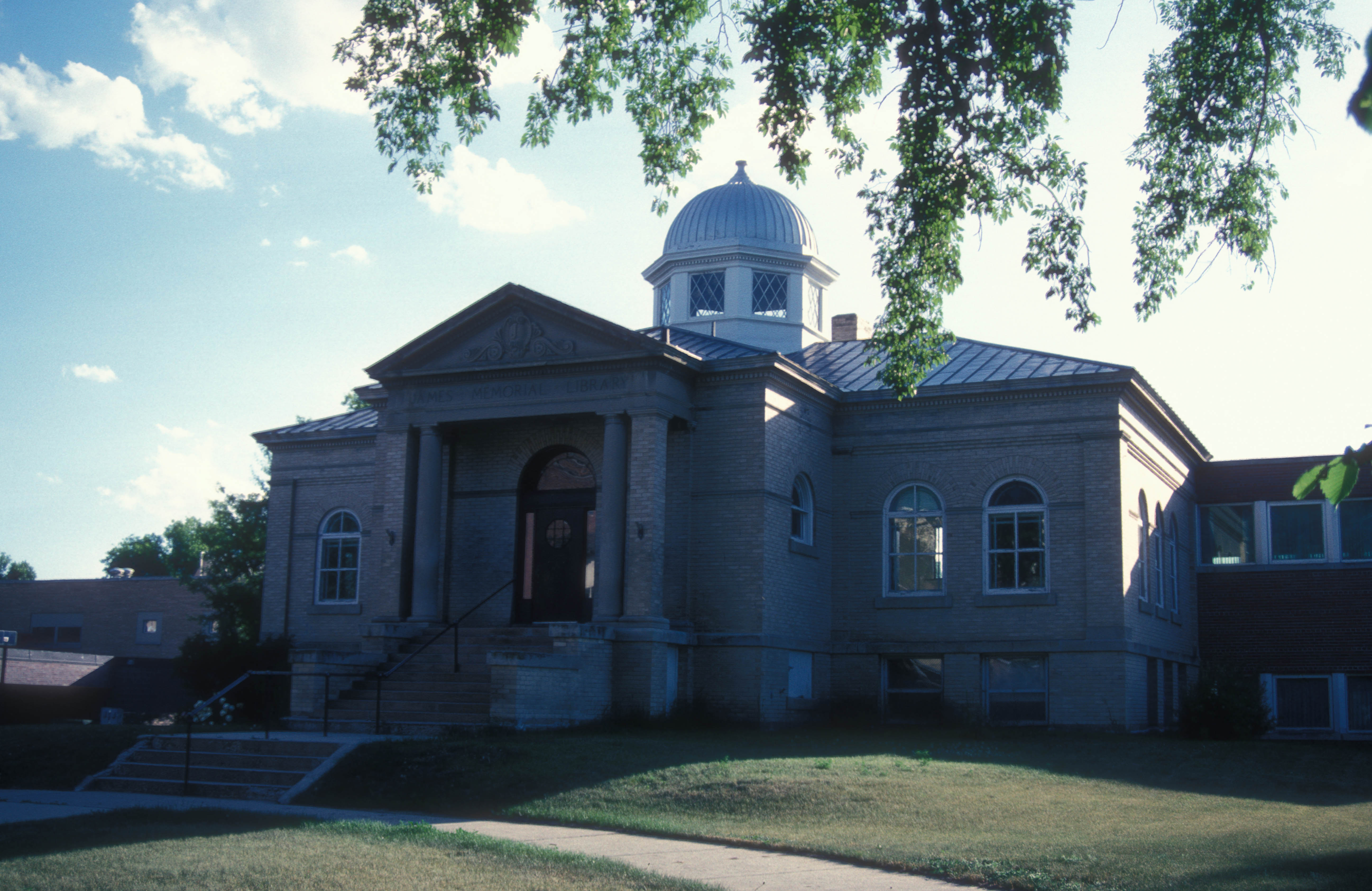
James Memorial Bibliothek

## Wirtschaft
Ursprünglich war Williston eine landwirtschaftliche Region. Als jedoch festgestellt wurde, dass sich die geologisch bedeutsame Bakken-Formation unter der Stadt befindet, die sich weiträumig bis nach Kanada erstreckt, begann ein enormer Aufschwung der Industrie. Das Gestein ist öl- und gashaltig und kann nach dem Hydraulic-Fracturing-Verfahren (Fracking) aufbereitet werden. Sollte der weltweite Ölbedarf anhalten oder steigen und die Gewinnung von Öl aus Gestein wirtschaftlich darstellbar sein, ist ein weiterer Ausbau der Förderanlagen zu erwarten und eine Steigerung der Einwohnerzahl in Williston auf über 30.000 Personen innerhalb kürzester Zeit möglich.

## Verkehr
Am 9. Oktober 2019 wurde der neue 17 km nordwestlich der Stadt liegende Internationale Flughafen Williston Basin eröffnet und ersetzte den Sloulin Field International Airport, der wenige Tage danach geschlossen wurde.

## Demographie
Bei der US-Volkszählung 2010 wurde eine Einwohnerzahl von 14.718 Personen ermittelt, was eine Steigerung um 18,5 % gegenüber dem Jahr 2000 bedeutet. Für das Jahr 2011 schätzt das U.S. Census Bureau die Einwohnerzahl auf 16.006. Das Durchschnittsalter der Bewohner lag im Jahre 2010 mit 35,5 Jahren deutlich unter dem Durchschnittswert von North Dakota, der 44,8 Jahre betrug.
Die maßgeblichsten Einwanderungsgruppen während der Anfänge der Stadt kamen zu 47,8 % aus Norwegen, zu 31,6 % aus Deutschland und zu 9,6 % aus Irland.

## Söhne und Töchter der Stadt
- Mimi Weddell (1915–2009), Schauspielerin
- Sally Fraser (1932–2019), Schauspielerin
- Darlene Hooley (* 1939), Politikerin
- Suzanne Lebsock (* 1949), Historikerin und Autorin
- Julie Fedorchak (* 1968), Politikerin
- Brian Qvale (* 1988), Basketballspieler

## Film
Die Dokumentation The Overnighters von Jesse Moss spielt in Williston. Der Film wurde beim Sundance Film Festival 2014 uraufgeführt und gewann den Special Jury Award für Dokumentationen.